# Richard Georges
Richard Georges est un homme politique français né le 9 juillet 1893 dans le 1er arrondissement de Paris et mort le 8 février 1963 à Nice (Alpes-Maritimes).

## Biographie
Enfant-assisté, il loge chez Julien Morieux, mineur à Marles-les-Mines. Il travaille en tant qu'ouvrier verrier, puis devient mineur à la fosse n°3. Il fonde en 1911 à Allouagne, une section de gymnastique. Il épouse le 20 octobre 1913, à Allouagne Flore Morieux. Il est également militant socialiste et syndicaliste. Il est député, socialiste, du Pas-de-Calais de 1919 à 1924, puis député de Loir-et-Cher de 1924 à 1932. Il est également maire de Romorantin et conseiller général. Battu en 1932, il entre dans l'administration coloniale comme trésorier payeur. Il est en poste à Djibouti, au Laos et au Togo. Il est relevé de ses fonctions en 1940 par le gouvernement de Vichy et placé en résidence surveillée. Il est maire du Burgaud, commune où il était interné, d'août 1944 à mai 1945. Il reprend sa carrière comme trésorier-payeur en Indochine, jusqu'en 1951. Il s'installe ensuite à Allouagne, dont il redevient maire. Sa vie se termine à Nice.